# Sonbarsa
Sonbarsa (nep. सोनबर्षा) – gaun wikas samiti w środkowej części Nepalu w strefie Narajani w dystrykcie Parsa. Według nepalskiego spisu powszechnego z 2001 roku liczył on 880 gospodarstw domowych i 5511 mieszkańców (2682 kobiet i 2829 mężczyzn).